# Стрілецький форт
Стрілецький форт — фортифікаційна споруда, побудована в 1908—1913 роках для артилерійської оборони морського узбережжя Севастополя.

## Історія
Форт складається з двох берегових батарей — № 15 імені Великого князя Михайла Миколайовича та № 17 (РДВІА, ф. 802, він. 8, д. 416). На озброєнні кожної з них було по чотири 254-мм гармати зразка 1895 року.
У жовтні 1914 року батареї Стрілецького форту вели вогонь по німецько-турецькому лінійному крейсеру «Goeben».
Після спорудження баштових батарей лінкорівського калібру № 30 і № 35 форт втратив своє значення, і його батареї роззброїли.
Мабуть, якась частина знарядів зберігалася в льохах форту до кінця оборони 1941—1942 років, оскільки в кінці червня 1942 року, перед відступом із Севастополя, їх підірвали. При цьому два його траверси були зруйновані.
Батарея, хоч і в зруйнованому стані, збереглася і донині і знаходиться в районі Парку Перемоги біля Стрілецької бухти міста Севастополя.
Фактором, що має негативний вплив на сучасний стан батареї і питання її подальшого існування взагалі, є активна забудова навколо батареї. У 2011 році при будівництві Банківської академії почалося руйнування об'єкта. Був знесений правий фланг сухопутних укріплень, пам'ятник перетворився в будівельний відвал. У 2015 році лівий фланг 15-ї берегової батареї був фактично знищений важкою будівельною технікою.